# バビロニアのチーロ
「バビロニアのチーロ、またはバルダッサーレの没落」（イタリア語：Ciro in Babilonia, ossia La caduta di Baldassare）は、ジョアキーノ・ロッシーニが作曲した2幕から成る宗教オペラ（Dramma con cori、「合唱付きドラマ」）である。台本はフランチェスコ・アヴェンティ。1812年3月14日、フェラーラのコムナーレ劇場で初演されたと推測されている。

## 概要
フェラーラのコムナーレ劇場との契約には、「ひどい誤解」に主役で出演した歌手マリア・マルコリーニの力添えがあったと推測される。以前、同劇場でロッシーニはフェルディナンド・オルランディスのオペラ「キオッジャの代官」(Il podestà di Chioggia)にチェンバロ伴奏で出演し、差し替えのアリアを作曲していた。「バビロニアのチーロ」の台本は劇場支配人のフランチェスコ・アヴェンティ伯爵が自ら執筆し、ロッシーニはわずか2ヶ月で作曲を完了した。当時、オペラ上演が禁じられていた四旬節のための作品であったため、聖書（旧約聖書）から題材がとられ、オラトリオ（「合唱付きドラマ」）として告知された。
1812年3月14日と推測される初演は聴衆の反応も上々で、その様子が3月17日付の「レーノ県日報」(Giornale del Dipartimento del Reno)で報じられている。ただし、ロッシーニ自身は後年になって振り返って「失敗作」(Fiasco)と断じている。
初演後の15年ほどの間にイタリアでは30回を超える上演を数えた他、イタリア以外ではミュンヘン(1816年)、ウィーン(1817年)、ワイマール(1822年)、ドレスデン(1822年)、リスボン、ロンドンで上演されている。

## 配役
- バルダッサーレ（ベルシャザール）：バビロニアの王（テノール）
- チーロ（キュロス2世）：ペルシャ王。ペルシャの使者に変装している（アルト）
- アミーラ：チーロの妻（ソプラノ）
- アルジェーネ：アミーラの友人（メゾソプラノ）
- ザンブリ：バビロニアの貴族（バス）
- アルバーチェ：バビロニア軍の将軍（テノール）
- ダニエッロ（ダニエル）：予言者（バス）
- カンビーゼ（後のカンビュセス2世）：ペルシャの王太子、チーロの子（黙役）
- アッシリアの貴族、兵士

なお、キュロスの発音は欧米語ではかなり異なっていて、本作品の原語であるイタリア語がCiro（チーロ）の他、ドイツ語Cyrus（ツュールス）、英語Cyrus（サイラス）、フランス語Cyrus（スィリュス）、スペイン語Ciro（スィロ）、ラテン語Cyrus（キュルス、キルス）、古代ギリシャ語Κῦρος（キューロス）などとなる。

## 構成

### 楽器編成
次の楽器編成で演奏される。
- 木管楽器：フルート/ピッコロ2、オーボエ2、クラリネット2、ファゴット2
- 金管楽器：ホルン2、トランペット2、トロンボーン2
- 打楽器：ティンパニ
- 弦楽器
- 通奏低音

### 音楽ナンバー
序曲と15のナンバーで構成される。
- 序曲

第1幕
- No.1　導入曲："Di Babilonia i popoli"（合唱、ザンブリ）
- No.2　二重唱："T'arrendi, alfin dipende"（バルダッサーレ、アミーラ）
- No.3　合唱曲とカヴァティーナ："Veh come pallido – Ciro infelice!"（チーロ）
- No.4　アリア："Avrai tu pur vendetta"（アルバーチェ）
- No.5　アリア："Vorrei veder lo sposo"（アミーラ）
- No.6　フィナーレ："Guardie, olà!"（バルダッサーレ、ザンブリ、チーロ、アミーラ、合唱）

第2幕
- No.7　導入曲："Sì bell'alma soccorrete"（合唱）
- No.8　シェーナ、二重唱と三重唱："Nello stringerti al mio petto"（チーロ、アミーラ、バルダッサーレ）
- No.9　合唱曲："Intorno fumino"
- No.10　レチタティーヴォ、嵐の音楽とシェーナ："Daniello io son"（ダニエーレ）
- No.11　合唱付きカヴァティーナ："Misero me, che intesi!"（バルダッサーレ）
- No.12　アリア："Deh, per me non v'affliggete"（アミーラ）
- No.13　アリア："Chi disprezza gl'infelici"（アルジェーネ）
- No.14　合唱、シェーナとアリア："T'abbraccio, ti stringo"（チーロ、合唱）
- No.15　フィナーレ："Al vincitor clemente"（合唱、チーロ、アミーラ、ザンブリ）

## あらすじ
題材は主に旧約聖書のダニエル書第5章(1–30)に登場する「ベルシャザールの饗宴」をめぐる物語をベースとし、時代設定はユダヤ民族がバビロン捕囚から逃れてエルサレムに帰還した時代（凡そ紀元前539年頃）となっている。

バビロニアの王、バルダッサーレ（ベルシャザール）はペルシャの王、チーロ（キュロス2世）とその妻アミーラ、息子カンビーゼ（後のカンビュセス2世）を人質にとっている。アミーラに恋するバルダッサーレ。夫チーロへの貞操を貫くアミーラ。バルダッサーレの饗宴の席でユダヤ神殿からの略奪品の神聖な壺を食事に使って汚すと、突如、壁に謎の文字が現れる。予言者ダニエッロ（ダニエル）がこれを間近に迫ったバルダッサーレの没落を意味すると謎解きすると、間もなく、バビロンの街はペルシアとメデアの軍勢に占拠され、チーロがアケメネス朝ペルシア帝国の支配者となる。

## 録音・録画
| 収録年 | 配役: バルダッサーレ、チーロ、アミーラ、アルジェーネ                                                | 指揮者、 歌劇場、管弦楽団、合唱団 | レーベル                                                                             |
| ------ | --------------------------------------------------------------------------------------------------- | --- | ------------------------------------------------------------------------------------ |
| 1988   | エルネスト・パラシオ(en)、 カテリーナ・カルヴィ、 ダニエラ・デッシー、 オリアーナ・フェラーリス     | カルロ・リッツィ(en)、 サンレーモ交響楽団、レッジョ・フランチェスコ・チレア合唱団 (10月30日、サヴォーナ・キアブレーラ劇場のライブ録音)                                                | オーディオCD: Hunt, Cat: 105; Arkadia, Cat: CDAK 105.2; Celestial Audio, Cat: CA 502 |
| 2004   | リッカルド・ボッタ、 アンナリータ・ジェンマベッラ、 ルイザ・イスラム＝アリ＝ザデ、 マリア・ソウリス | アントニーノ・フォリアーニ(en)、 ヴュルテンベルク・フィルハーモニー管弦楽団、ARSブルネンシス室内合唱団 (7月、ヴィルトバードのロッシーニ・フェスティバル(en)から公演3回分のライブ録音) | オーディオCD: ナクソス Cat: 8.660203/4                                               |
| 2008   | シリル・オーヴィティ、 ノラ・グビッシュ(en)、 エレナ・デ・ラ・メルセド、 ソフィー・デーンマン(en)   | ジャン・クロード・マルゴワール(en)、 La Grande Écurie et la Chambre du Roy（楽団）(fr)、ナミュル室内合唱団 (1月12日、パリ・シャンゼリゼ劇場での演奏会形式公演のライブ録音)            | オーディオCD: Premiere Opera Cat: ??                                                 |
| 2012   | マイケル・スパイレス(en)、 エヴァ・ポドレシュ(en)、 ジェシカ・プラット(en)、 カルメン・ロムー       | ウィル・クラッチフィールド(en)、 ボローニャ市立劇場管弦楽団・合唱団 (8月、ペーザロ・ロッシーニ音楽祭のライブ録音)                                                                     | DVD: Opus Arte Cat: OA1108D Blu-ray: Cat OABD7123D                                   |